# 江源站
江源站，位于中华人民共和国吉林省白山市江源区孙家堡子街道，是浑白铁路上的火车站，建于1945年，由沈阳铁路局管辖。

## 車站周邊
- 中国联通民强社区服务站
- 白山七中
- 吉林省林业技师学院
- 中国工商银行江源孙家堡子支行
- 中国农业银行白山江源支行
- 江源区第一医院
- 白山市江源区农村信用合作联社
- 浑江
- 中国农业发展银行江源支行
- 江源区实验小学
- 江源区教育局

## 歷史
- 建于1945年。

## 业务办理
客运业务办理旅客乘降，行李，包裹托运。货运业务办理整车货物到发。

## 外部連結
- 中国铁路客户服务中心 （页面存档备份，存于）